# Політковський Федір Герасимович
Федір Герасимович Політковський (1753 - 1809) - ординарний професор та декан медичного факультету Московського університету.

## Біографія
Син протоієрея Чернігівського полку. Народився 1753 року в Чернігівському полку. Початкову освіту здобув у Чернігівській семінарії. У 1774 році перейшов до гімназії при Московському університеті. У 1775 році був проведений у студенти Московського університету, вибрав своєю спеціальністю хімію (що розглядається тоді як складова частина медицини). У 1778 закінчив курс медичного факультету. У липні 1779 року за розпорядженням кураторів І. Шувалова та М. Хераскова разом зі своїм товаришем Феодосієм Курикою був відряджений до Лейденського університету, лікарський факультет якого тоді особливо славився, де у 1781 р. захистив дисертацію на ступінь доктора медицини «Про піогенію або освіту гною». З Лейдена Політковський вирушив до Парижа, який вважався тоді осередком природознавства, де в 1781-1782 займався поглибленим вивченням природної історії, фізики та хімії, відвідував природничо-наукові музеї, клініки, слухав лекції знаменитих професорів Б. Ламарка та А. Лавуазьє.
У Парижі Політковський провів два роки і наприкінці 1783 повернувся до Москви. 9 грудня того ж року він був випробуваний Ашем і Горголі у медичній колегії та отримав право докторської практики в Росії. Іноземні вчені видали йому дуже втішні відгуки, які він представив університетському начальству. Навесні 1784 Політковський і Курика прочитали пробні лекції і разом зайняли кафедру природної історії, що звільнилася після смерті професора Сибірського.
3 квітня в «Московських Відомостях» (№ 27) було надруковано, що: «Посилані за кілька років перед цим у чужі краї на утриманні Імператорського Московського Університету для досягнення значних успіхів у медицині, хімії та історії натуральної університетські вихованці медицини доктора Феодосій Курика і Федір Політковський, після повернення їх до університету, призначені викладати натуральну історію, один для тих, хто знає латинську мову — латинською, а інший, для тих, яким ця мова невідома, і для сторонніх, — російською. З цих вихованців Федір Політковський 10 говоритиме російською мовою вступну мову або введення в історію натуральну, у великій аудиторії, в якій, показавши користь науки, план викладання, по закінченні робитиме досліди над різними повітрями з поясненням користі. Не забариться говорити і про пальне (тобто водневий газ), який подав випадок до винаходу повітряних куль».
Досліди з воднем були вперше поставлені в Московському університеті Політковським і стали початком його викладацької діяльності. 17 квітня 1784 року він отримав звання екстраординарного професора. В 1785 Курика помер, і Політковський став повним господарем кафедри натуральної історії, філософії, ботаніки та хімії. Читаючи природну історію, він керувався системою Ліннея. У зимові місяці він викладав мінералогію, а в літні – зоологію та ботаніку.
У 1788 році він був переведений в ординарні професори. Протягом восьми років Політковський викладав природну історію, а в 1802 був переміщений на кафедру практичної медицини та хімії, яка звільнилася після смерті професора С. Зибеліна. При цьому він залишився директором університетського музею натуральної історії і в 1803 році він читав публічні лекції, щодо яких у «Періодичних творах про успіхи народної освіти» було оголошено таке: «Професор натуральної історії Політковський спершу проходитиме царство тварин, а після цього приступить до іншим царствам природи, пропонуючи та пояснюючи предмети, гідні примітки за своєю рідкістю, коштовністю та користю. Для цієї лекції відкритий буде поважній публіці семятичний натуральний кабінет, відомий у всій Європі і належав княгині Яблоновській, а нині від Високих щедрот Всемилостивіше дарований університету. Викладання розпочнеться вересня 7 числа і триватиме щотижня по тих же днях, окрім святкових». В урочистих випадках він говорив про походження і користь натуральної історії та про їх зв'язок з лікарським мистецтвом. Перехід Політковського на кафедру практичної медицини був на той час цілком природним і став більшою користю справи.
Тривалі заняття натуральною історією розвинули в ньому простий, розумний погляд на патологію і скептичне ставлення до теорій, що панували на той час. Він не слідував жодній з відомих систем, але обирав з кожної те, що було в них розумного. Улюбленим своїм учням, Різенці та Полетиці, він писав таке: «На всі системи раджу дивитися об'єктивними очима, якими повинні керуватися. Безмін міркування має бути при вас. Зважуйте на ньому всі теорії та діловодство інших. Смоктайте мед і залишайте отруту. Втім, моліться Господеві і робіть: Він є лікар і душ і тілес; Його лише благословенням і лікар щасливий і хворі одужують».
Сучасник його, І. Тимковський, Каже, що він свої способи лікування, проти багатьох головних заперечень та публікованої діатриби, застосовував до особистих та місцевих звичок. Інший біограф каже: «Як жрець істини, як Професор, він мав ще одну високу гідність: ніколи не таїв своїх помилок. Для застереження своїх недосвідчених слухачів він охоче зізнавався у похибках, які майже неминучі на такому важкому та слизькому шляху, якою є практична медицина». Тим не менш, він був одним із найвідоміших практиків і користувався великою любов'ю всього населення Москви; до нього зверталося дуже багато бідняків, яких він лікував безплатно. Тимковський описує його такими словами: «Був він зростанню високого, обличчя овального і гарного, брюнет, з жвавістю, у міцних силах, з промовою швидкою, розмашистою і жартівливою, навіть на лекціях і з хворими… Слухачам давав собою зразок».
Політковський дуже багато працював і надмірна напруга сил погіршила його міцне від природи здоров'я; у нього з'явилися вперте безсоння, задушливий кашель і загальний занепад сил, і на 56-му році від народження він помер. Похований у підмосковному селі Славкове. Його надгробок було виявлено наприкінці 2000-х років.